# 大東門

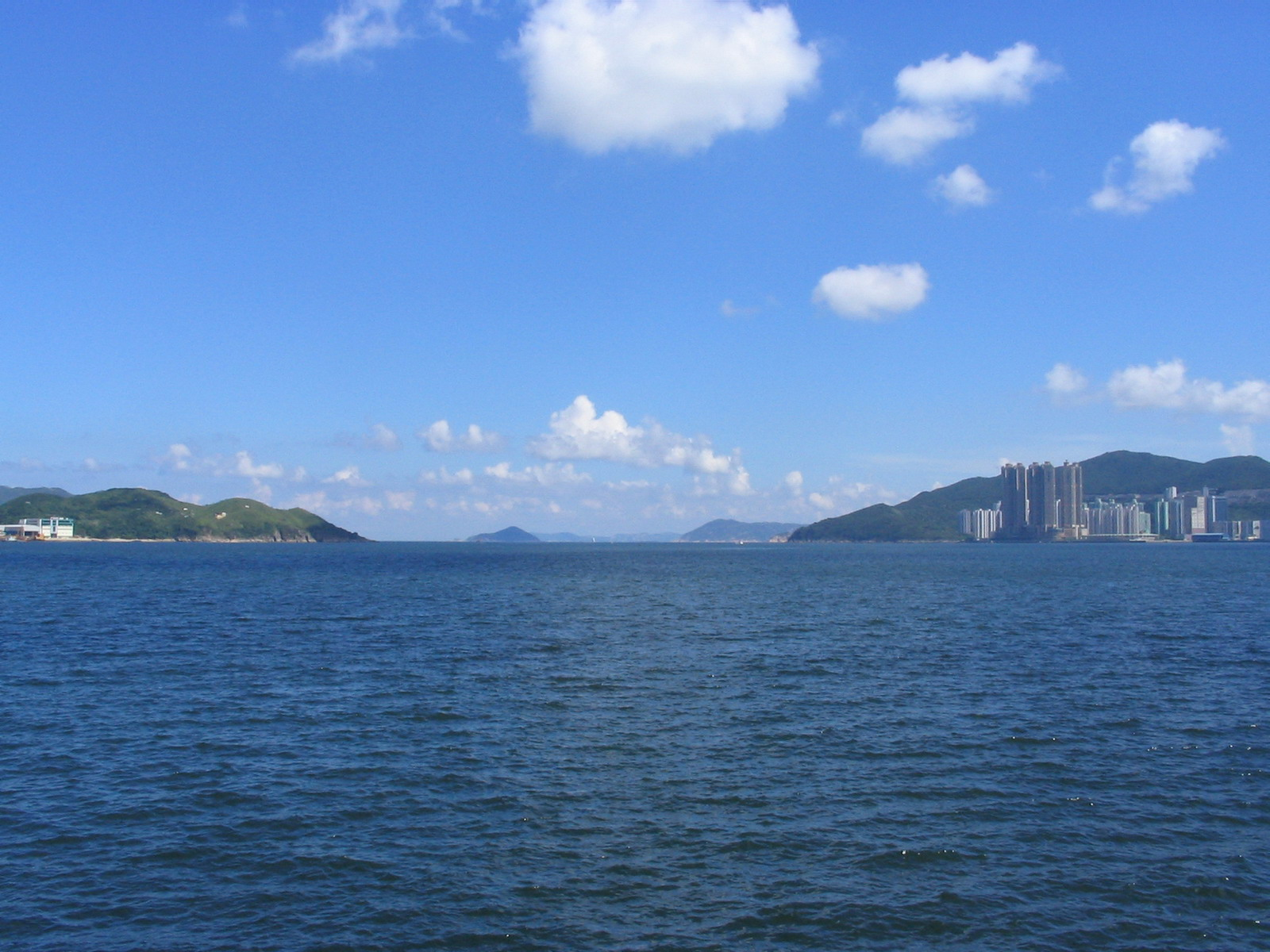
大東門の眺望。左に佛堂洲、右に小西湾、歌連臣角が見える

大東門 (Tathong Channel) または藍塘海峡 (Nam Tong Hoi Hap) は、香港の東部にある海域である。東の佛堂洲と東龍洲、西の香港島に挟まれ、ヴィクトリア・ハーバー、鯉魚門内にある。
座標: 北緯22度15分42秒 東経114度15分59秒 / 北緯22.26167度 東経114.26639度